# Przeręba
Przeręba (nazwa oboczna: Jelnia) – osada śródleśna w Polsce położona w województwie pomorskim, w powiecie człuchowskim, w gminie Rzeczenica.
Miejscowość wchodzi w skład sołectwa Międzybórz.
W latach 1975–1998 miejscowość administracyjnie należała do województwa słupskiego.